# Napalm
Napalm je zapaljiva smjesa gelirajućeg agensa i isparljive petrokemikalije (obično benzin (petrol) ili dizel). Naziv je stopljenica imena dvaju sastojka, originalnih agenasa za zgušnjavanje i geliranje: koprecipitiranih aluminijskih soli naftenske i palmitinske kiseline (eng. naphthenic acid + palmitic acid). Napalm B je modernija verzija napalma (u kojoj se koriste stirenski derivati). Iako se izrazito razlikuje po svojoj kemijskoj kompoziciji, on se često jednostavno naziva „napalm”.
Napalm je bio originalno razvijen 1942. godine u tajnom laboratoriju Harvardovog sveučilišta. Za razvoj je zaslužan tim koji je predvodio kemičar Louis Fieser u okviru Chemical Corpsa Sjedinjenih Američkih Država. Od neposrednog prvobitnog interesa bila je njegova podesnost kao sredstvo za spaljivanje za upotrebu u kampanjama vatrenog bombardiranja tijekom Drugog svjetskog rata, ali je njegova sposobnost da bude koherentno isporučen u postojanom mlazu koji se može prenijeti na znatne udaljenosti (umjesto goruće vatrene kugle čistog benzina) rezultirala i u njegovoj širokoj adaptaciji u pješadijskim/borbenim inženjerijskim plamenobacačima.
Napalm gori na istoj temperaturi kao i benzin, ali tijekom dužeg vremena. On se lakše raspršuje i čvrsto se drži svojih ciljeva. Ove osobine ga čine izuzetno efikasnim (i kontroverznim) u antistrukturnoj i protupješačkoj ulozi. On je bio široko korišten u zračnim i kopnenim ulogama, pri čemu je do najvećeg stupnja primjene došlo tijekom bombardiranja u Drugom svjetskom ratu (najzapaženije u veoma efikasnim spaljivanjima japanskih gradova 1945. godine), i kasnije u ulogama bliske zračne podrške u Korejskom ratu i Vijetnamsku ratu. Napalm je isto tako gorivo u većini plamenobacača (tenkovskih, brodskih i pješadijskih) korištenih nakon Drugog svetskog rata, dajući im znatno veći opseg, i korišten je u toj ulozi kao uobičajeno (i strahopoštovano) oružje u urbanom ratovanju s obje zaraćene strane u Drugom svetskom ratu. Više država (uključujući Sjedinjene Američke Države, Kinu, Rusiju, Iran i Sjevernu Koreju) održavaju velike zalihe oružja raznih tipova baziranih na napalmu.

## Forme
Napalm je korišten u plamenobacačima, bombama i tenkovima s plamenobacačima u Drugom svjetskom ratu. Smatra se da je formuliran tako da gori specifičnom brzinom i da se pridržava površina kako bi povećao svoju zaustavnu snagu. U toku gorenja, napalm brzo klanja kisik iz dostupnog zraka i formira velike količine ugljikovog monoksida i ugljikova dioksida.
Alternativne kompozicije se koriste za različite primjene, npr. trietilaluminijum je piroforni metali koji pomaže gorenju.

## Razvoj
Upotreba vatre u ratovanju ima dugu povijest. Pretpostavlja se da je grčka vatra, koja se isto tako naziva „ljepljiva vatra” (πῦρ κολλητικόν, pýr kolletikón), imala naftnu osnovu. Razvoj napalma bio je potaknut upotrebom smjesa za zagrijavanje benzina od strane Saveznika tijekom Drugog svjetskog rata. Lateks, koji je korišten u ranim formama zapaljivih naprava, postao je oskudan jer je bilo skoro nemoguće doći do kaučuka nakon što je japanska vojska okupirala plantaže gume u Britanskoj Malaji, Nizozemskoj istočnoj Indiji, Francuskoj Indokini, i Tajlandu.
Ova nedostupnost prirodne gume je potaknula kemičare u američkim tvrtkama kao što su DuPont i Standard Oil i istraživače na Harvardovom sveučilištu da razviju umjetne alternative: umjetnu gumu za sve upotrebe, uključujući automobilske gume, tenkovske gusjenice, zaptivače, crijeva, medicinski pribor i odjeću koja štiti od kiše. Tim kemičara koji je predvodio Louis Fieser na Harvardovom sveučilištu je prvi razvio sintetički napalm, tijekom 1942. godine. „Proizvodnja napalma je prvo bila povjerena Nuodex Products, i do sredine travnja 1942. godine razvili su smeđi, suhi prah, koji sam po sebi nije bio ljepljiv, ali se u smjesi s benzinom pretvarao u ekstremno ljepljivu i zapaljivu tvar.” Jedan od Fiserovih kolega je predložio dodavanje fosfora u smjesu, čime je povećana „sposobnost duboke penetracije...u mišićno tkivo, gdje bi nastavio goriti dan za danom.”
4. srpnja 1942. obavljen je prvi test na terenu američkoga nogometa u blizini Harvardove poslovne škole. Testovi pod operacionim uvjetima obavljeni su na Jefferson Proving Ground na namjenskim zgradama jedne farme, i naknadno na Dugway Proving Ground na zgradama koje su dizajnirane i konstruirane kako bi predstavljaje one koje su postojale u njemačkim i japanskim gradovima. Ova nova smjesa kemikalija je široko korištena tijekom Drugog svjetskog rata u zapaljivim bombama i plamenobacačima.
Od 1965. do 1969., Dow Chemical Company je proizvodila napalm B za Američke oružane snage. Nakon što su objavljene vesti o smrtonosnim i unakažavajućim efektima napalma B, javnost je počela da bojkotirati proizvode ove firme, i njeno zapošljavanje novih kemičara, kemijskih inženjera, itd., sa sveučilišnim diplomama bilo je predmet bojkota i protesta. Rukovodstvo tvrtke je odlučilo da je njihova „prva obaveza bila prema vladi”. U međuvremenu, napalm B je postao simbol rata u Vijetnamu.

## Vojna primjena
Napalm je prvobitno upotrebljavan u zapaljivim bombama, a zatim je korišten kao gorivo u plamenobacačima. Prva zabilježena strateška upotreba napalmskih zapaljivih bombi se dogodila u napadu američkih zračnih snaga (USAAF) na Berlin 6. ožujka 1944., koristeći američke AN-M76 zapaljive bombe s PT-1 (Pirogel) puniocem. Prva poznata taktička upotreba od strane USAAF je bila u okviru 368. borbene grupe, sjeveroistočno od Compeignea u Francuskoj dana 27. ožujka 1944. godine i britanskih aviona de Havilland Mosquito iz Br. 140 krila RAF, RAF Second Tactical Air dana 14. srpnja 1944., koji su koristili AN-M76 zapaljive bombe u napadu odmazde na 17. SS diviziji u Bonneuil-Matoursu. Vojnici ove Waffen SS jedinice su zarobiii i pogubili britanskog Special Air Service (SAS) ratnog zarobljenika, poručnika Tomosa Stefensa, koji je učestvovao u operaciji Bulbasket i nekoliko lokalnih boraca francuskog pokreta otpora. Iako to nije bilo poznato u vrijeme zračnog napada, grupa od 31 drugih ratnih zarobljenika iz iste jedinice SAS, te američki pilot koji se pridružio jedinici SAS, također su bili pogubljeni.
Dalja upotreba napalma američkih snaga se odvila na Pacifičkom teatru operacija, gdje je tijekom 1944. i 1945., napalm korišten kao taktičko oružje protiv japanskih bunkera, tunela i drugih utvrđenih pozicija, posebno na Saipanu, Iwo Jimi, Filipinima i Okinawi, gdje su duboko ukopani japanski vojnici odbijali se predati. Napalmske bombe su Ratna mornarica SAD-a, Američke zračne snage i Marinski zbor Sjedinjenih Država bacali iz aviona, u potpori vojnika s kopna. Zatim, kad je zračnim snagama SAD na Marijanskima otocima ponestalo konvencionalnih termitnih zapaljivih bombi za njihove B-29 Superfortresse za bombardiranje japanskih gradova, njihovi vrhovni zapovjednici, kao što je general Curtis LeMay, koristili su napalmske bombe za nastavak vatrenih napada na velike japanske gradove. Na Europskom bojištu napalm su koristile američke snage u opsadi La Rochellea u travnju 1945. protiv njemačkih vojnika (i nenamjerno francuskih civila u Royanu) – oko dva tjedna prije kraja rata.
Sjedinjene Američke Države su isto tako široko koristile napalm tijekom Korejskog rata. Njihove kopnene snage u Sjevernoj Koreji bile su brojno nadmašene na obrambenim točkama kineskim i sjevernokorejskim snagama, ali su ratno zrakoplovstvo i mornarička avijacija imali zračnu kontrolu nad skoro cjelom Korejskim poluotokom. Stoga je, bliska zračna podrška kopnenih trupa duž granice između Sjeverne i Južne Koreje bila vitalna. Američki i drugi UN piloti su koristili napalm B za napade u Sjevernoj Koreji. Napalm se vjerojatno ponajviše koristio tijekom bitke "za predstražu Harry" u Južnoj Koreji tijekom noći 10. na 11. lipnja 1953. Kemijski oficir Osme armije Donald Bode je zapisao da su u „prosječnom dobrom danu” UN piloti koristili 70.000 galona napalma, od čega su otprilike 60.000 galona koristile snage SAD. U dokumentarnom filmu John Forda iz 1951., This is Korea, snimke napalmskih napada su propraćeni glasom John Wayne koji govori: „Burn 'em out, cook 'em, fry 'em" („Spali ih, skuhaj ih, sprži ih”).
New York Herald Tribune je pisao „Napalm je br. 1 oružje u Koreji”. Winston Churchill, je između ostalih, kritizirao američku upotrebu napalma u Koreji, nazivajući je „veoma okrutnom”, jer su SAD/UN snage, kako je on napomenuo: „splashing it all over the civilian population", "tortur[ing] great masses of people" („raspršivale napalm na sve srane po civilnom stanovništvu”, „spaljujući ogromne mase ljudi”.) Američki službenik koji je primio ovu izjavu, odbio ju je objaviti.
Napalm je postao bitan element američkog vojnog djelovanja tijekom rata u Vijetnamu jer su ga vojne snage sve više koristile zbog njegovih taktičkih i psiholoških efekta. Prema nekim izveštajima u tom je području između 1963. i 1973. godine ispušteno oko 388.000 tona američkih napalm bombi, u usporedi s 32.357 tona korištenih tijekom tri godine u Korejskom ratu i 16.500 tona koje su pale na Japan 1945. godine. Američko ratno zrakoplovstvo i ratna mornarica su veoma uspješno koristili napalm protiv širokog spektra ciljeva, kao što su trupe, tenkovi, zgrade, džungla, i čak železničke tunele. Efekt nije uvijek bio čisto fizički jer je napalm isto tako imao znatne psihološke efekte na neprijatelja.
Varijanta napalma je proizvođena u Rodeziji za vrstu oružja poznatu kao Frantan između 1968. i 1978. Ekstenzivno su ga primenjivale Rodezijske zračne snage tijekom Rodezijskog građanskog rata. U svibnju 1978. godine Herbert Ushewokunze, ministar zdravstva Afričkog nacionalnog saveza Zimbabvea (ZANU) proizveo je fotografsku evidenciju o civilnim žrtvama rodezijskih napalmskih napada koju je cirkulirao tijekom svoje posjete u SAD. Vlade Mozambika i Afričkog narodnog saveza Zimbabvea (ZAPU) su isto tako objavili tvrdnje u zemlji i inozemstvu otprilike u isto vrijeme kada su napalmski napadi na gerilske ciljeve postali uobičajena pojava u vojnim operacijama u Rodeziji. Južnoafričke zračne snage su često koristile napalm pri zračnim napadima Atlas Impala na gerilske baze u Angoli tijekom Južnoafričkog graničnog rata.

## Protupješački efekt
Kada korišten kao zapaljivo oružje, napalm može izazvati teške opekline, asfiskiju, gubitak svijesti i smrt. U provedbi napalmske vatre mogu stvoriti atmosferu s udjelom ugljikovog monoksida iznad 20% i vatrene oluje s neprestanim vjetrovima koji dosežu brzine do 110 km/h.
Napalm je učinkovit protiv ukopanih vojnika. Zapaljiva smjesa ulazi u bunkere i rovove, odvodnjavajuće i irigacijske jarke i ostale vojna skloništa. Ljudi mogu u nezaštićenim skloništima umrijeti od hipertermije, toplinskoga zračenja, dehidracije, asfiksije, izloženosti dimu ili trovanjem ugljikovim monoksidom.
Jedna vatrena bomba ispuštena iz zrakoplova s niske visine može oštetjeti područje od 2100 m2.

## Međunarodni zakoni
Međunarodni zakoni specifično ne zabranjuju upotrebu napalma ili potpaljivača protiv vojnih ciljeva, ali je upotreba protiv civilnih ciljeva zabranjena Konvencijom o određenom konvencionalnom oružju (CCW) Ujedinjenih naroda iz 1980. Treći protokol CCW-a ograničuje upotrebu svih zapaljivih oružja, ali dio država ne slijedi sve protokole CCW-a. Prema Stockholmskom međunarodnom institutu za mirovna istraživanja, države su smatrane kao strane konvencije koja je ušla u upotrebu kao međunarodni zakon u prosincu 1983., sve dok ratificiraju barem dva od pet protokola.

## Vanjske poveznice
|  | Zajednički poslužitelj ima još gradiva o temi Napalm |

- Hawker Tempest WW II testing including Napalm dropping na Youtube-u